# کیث فورسی
کیث فورسی (انگلیسی: Keith Forsey؛ زادهٔ ۲ ژانویهٔ ۱۹۴۸) یک موسیقی‌دان، آهنگساز، ترانه‌سرا، تهیه‌کننده موسیقی و نوازندهٔ درامز اهل بریتانیا است.
او در سال ۱۹۸۳ میلادی، برندهٔ جایزه اسکار بهترین ترانه شد.